# Khương Đại Vệ
Khương Đại Vệ (Hoa phồn thể: 姜大衛, Hoa giản thể: 姜大卫, bính âm: Jiāng Dàwèi, tiếng Anh: David Chiang Dawei) (sinh ngày 29 tháng 6 năm 1947) là một diễn viên của rất nhiều bộ phim Hồng Kông ăn khách trong thập niên 70 và 80.

## Tiểu sử
Khương Đại Vệ tên thật là Khương Vỹ Niên, tên tiếng Anh là David, anh sinh ngày 29 tháng 6 năm 1947, tại Tô Châu, cha là Nghiêm Hóa - nam diễn viên nổi tiếng thập niên 40. Nghiêm Hóa tên thật là Khương Khắc Kỳ, năm 1937 bắt đầu sự nghiệp đóng phim ở Thượng Hải. Năm 1942, khi tham gia phim điện ảnh Xuân, ông yêu và kết hôn với nữ diễn viên Hồng Vy, sinh được 3 cậu con trai và 1 cô con gái. Cậu con trai thứ hai Khương Xương Niên và con trai thứ ba Khương Vĩ Niên chính là hai nam diễn viên Tần Bái và Khương Đại Vệ.
Năm 1947, Nghiêm Hoá và gia đình di cư sang Hong Kong. Trong vòng 3 năm, ông đóng hơn 20 bộ phim. Năm 1951, Nghiêm Hoá mất do bệnh ung thư, hưởng dương 33 tuổi. Chồng mất sớm, một mình Hồng Vy tần tảo nuôi dạy 4 đứa con thành người. Hồng Vy không phải là diễn viên nổi tiếng, bà chỉ đóng vai phụ, lúc không đóng phim, bà làm giáo viên dạy tiếng Quan Thoại, thu nhập thấp nên không đủ trang trải chi tiêu cho các con. Do đó, khi Tần Bái được 6 tuổi, Khương Đại Vệ mới 4 tuổi, hai anh em họ đã đi đóng phim kiếm tiền phụ giúp mẹ, lấy nghệ danh Nghiêm Sương và Nghiêm Vĩ.
Năm 1957, Hồng Vy tái hôn với nhà chế tác Nhĩ Quang, người sáng lập ra công ty điện ảnh Tân Thiên. Kết quả của cuộc tình mới đã sinh ra Nhĩ Đông Thăng, hiện là đạo diễn nổi tiếng ở Hong Kong. Bộ phim đầu tiên Nhĩ Quang sản xuất là Thiên Thần trên đường phố, quy tụ dàn diễn viên gia đình: Hồng Vy, Nghiêm Xương, Nghiêm Vỹ, Nghiêm Tuệ (em gái của Tần Bái và Khương Đại Vệ). Năm 1958, Nhĩ Quang thực hiện tiếp bộ phim Trẻ lang thang. Đây cũng là cuộc tổng động viên cả nhà cùng tham gia đóng phim.

## Sự nghiệp

### Khởi nghiệp
Ngoài đóng phim cho gia đình, Khương Đại Vệ còn là diễn viên nhí ăn khách, tạo được sự chú ý cho các nhà làm phim ngay từ bộ phim đầu tay Xác chết trong nhà tắm, hợp tác với nữ diễn viên Âu Dương Sa Phi. Do lối diễn xuất tự nhiên, không rụt rè, nên cậu diễn viên nhí Nghiêm Vỹ được lăng xê tiếp trong các bộ phim: Cô Mai, Mùa xuân tươi đẹp,...
Thời tiểu học, Khương Đại Vệ phải vừa học vừa đóng phim, vô cùng vất vả. Lên trung học, Khương Đại Vệ không còn hứng thú với việc học, bị lưu ban hai lần, đến 17 tuổi mới tốt nghiệp trung học. Thế nên, Khương Đại Vệ quyết định nghỉ học đi tìm việc làm. Anh đã làm qua nhiều việc như nhân viên văn phòng, bán đồ cổ...song không có công việc nào ổn định lâu bền. Về sau, Khương Đại Vệ theo Tần Bái sang Đài Loan làm tạp vụ trong công ty điện ảnh của Huỳnh Trác Hán, đồng thời theo Đường Giai, Lưu Gia Lương tập võ. Sau này, khi đoàn làm phim Mỹ The Sand Pebbles sang Đài Loan quay ngoại cảnh, Tần Bái có một vai phụ trong phim và ông đã giới thiệu Khương Đại Vệ làm võ sư.

### Thập niên 1960 và 1970
Năm 1967, Khương Đại Vệ cùng Lưu Gia Lương trở về Hong Kong thực hiện bộ phim nói tiếng Quảng Đông. Do ngoại hình nhỏ con, thấp người nên Khương Đại Vệ thường được mời đóng thế thân cho các nữ diễn viên.
Một lần tình cờ, anh gặp được Đường Giai, và Đường Giai khuyên anh nên gia nhập hãng Shaw Brother làm cascadeur. Bấy giờ, Đường Giai đang làm chỉ đạo võ thuật cho đạo diễn Trương Triệt. Lúc quay phim Kim Yến Tử, có 1 cảnh nhân vật phá cửa sổ, nhảy từ tầng 2 xuống. Khương Đại Vệ chỉ thực hiện 1 cảnh quay, khiến Trương Triệt rất hài lòng. Đạo diễn Trương Triệt hỏi Đường Giai, cậu thanh niên này là ai, khi biết Khương Đại Vệ là con trai của Nghiêm Hoá, Trương Triệt tạo cơ hội giúp đỡ nhiều hơn.
Bắt đầu từ năm 1968, Trương Triệt âm thầm đào tạo gương mặt trẻ triển vọng. Khương Đại Vệ và Địch Long là 2 diễn viên sáng giá lọt vào mắt xanh của ông. Năm 1970, khi nam diễn viên Vương Vũ rời khỏi hãng phim Thiệu Thị, Trương Triệt ra sức nâng đỡ Khương Đại Vệ và Địch Long để thay thế. Trương Triệt mời Khương Đại Vệ ký hợp đồng làm diễn viên nhưng Khương Đại Vệ còn do dự, vì khi đó anh đang làm Long Hổ võ sư, thu nhập mỗi tháng 4000 - 5000 HK$, cao hơn nhiều so với 1 diễn viên hợp đồng bình thường. Sau vài ngày suy nghĩ, Khương Đại Vệ cũng đồng ý ký hợp đồng 3 năm. Anh nghĩ mình xuất thân gia đình diễn viên, trong khi anh ba Tần Bái tạo được tiếng tăm ở Đài Loan, vả lại cũng không thề suốt đời làm võ sư.
Sau khi quan sát Khương Đại Vệ và Địch Long "từ đầu đến chân", Trương Triệt phát hiện Khương Đại Vệ lãnh đạm, trầm tính còn Địch Long điển trai, cởi mở, nếu kết hợp lại, sự đối lập của họ thu hút được khán giả. Gương mặt tuấn tú của Địch Long rất thích hợp đóng vai đại hiệp, còn vóc dáng phong trần, bốc đồng của Khương Đại Vệ lại phù hợp với các vai lãng tử. Tuy nhiên vì doanh thu phòng vé, Trương Triệt ưu tiên cho Địch Long thủ vai nam chính trong các bộ phim Tứ Giác, Thiết thủ vô tình, Hổ mọc cánh. Khương Đại Vệ chỉ thủ vai nam thứ.
Chưa đầy một năm sau, Trương Triệt đã mạnh dạn giao cho Khương Đại Vệ đảm nhận vai nam chính trong phim Du Hiệp Nhi. Nhưng doanh thu phòng vé của Tứ giác và Du hiệp nhi không lạc quan lắm, may nhờ phim Bảo Tiêu kịp thời ra mắt cứu vãn tình thế, Khương Đại Vệ và Địch Long mới trở thành "tiểu sinh" tên tuổi của hãng phim Thiệu Thị.
Thừa thắng xông lên, Trương Triệt thực hiện tiếp loạt phim: Báo thù, Thập tam thái bảo, Tiểu sát tinh, đều do Khương Đại Vệ và Địch Long đảm nhận vai trò diễn viên trụ cột. Năm 1970, Khương Đại Vệ đang ở HK đóng phim Thập tam thái bảo, nhận được tin mình đoạt giải, anh không dám tin. Khi đoàn về Hong Kong tận tay trao giải thưởng, anh mới tin đây là sự thật. Năm đó, Khương Đại Vệ chưa đầy 30 tuổi.
Sau khi nhận giải thưởng, bị dư luận chê cười là "ảnh đế bị co lại" do chiều cao khiêm tốn của mình. Cũng vào thời gian đó, có tin đồn Địch Long đố kị Khương Đại Vệ được trao giải, giữa hai người xảy ra chuyện "bằng mặt không bằng lòng". Nhưng rồi thời gian đã chứng minh, sự bất hoà giữa họ chỉ là tin đồn nhảm. Khi đạo diễn bộ phim đầu tay Kẻ Nghiện ngập, Khương Đại Vệ đã mời Địch Long đóng vai chính. Đổi lại, lúc Địch Long đạo diễn phim Hậu sinh, cũng mời Khương Đại Vệ cùng đóng vai chính với mình...
Mùa thu năm 1970, công ty điện ảnh Gia Hoà thực hiện bộ phim Độc thủ đại hiệp đại chiến hiệp sĩ mù, do Vương Vũ và Thắng Tân Thái Lang hợp diễn. Hãng phim Thiệu Thị lập tức tìm đối sách, một mặt kiện Gia Hoà xâm phạm bản quyền phim "Độc thủ đại hiệp", do Địch Long và Khương Đại Vệ thủ vai chính. Tháng 2 năm 1971, Độc thủ đại hiệp đại chiến hiệp sĩ mù và Tân độc thủ đại hiệp được trình chiếu cùng lúc, gây chấn động dư luận báo chí một thời. Còn nhớ năm 1968, khi Vương Vũ đóng phim Độc thủ đại hiệp, Khương Đại Vệ vẫn còn là võ sư vô danh, không ngờ 3 năm sau, họ lại có dịp phân tài cao thấp. Điều khiến mọi người ngạc nhiên là khi Vương Vũ và Khương Đại Vệ gặp nhau ở Đài Loan, kết thành bạn thân, họ hùn vốn thành lập công ty điện ảnh Vương Khương vào năm 1977, cùng đạo diễn và diễn xuất trong phim Độc thù song hùng.
Năm 1973, nhờ bộ phim Phản nghịch, Khương Đại Vệ đoạt giải "Nam diễn viên có cá tính nhất" tại liên hoan phim châu Á. Sự nghiệp của anh tiến thêm 1 bước mới, các tin đồn tình cảm cũng xuất hiện liên tục.
Sau khi đạo diễn thành công phim Kẻ nghiện ngâp và Người lạ chuyện lạ. Khương Đại Vệ cảm thấy rất có hứng thú với công việc chỉ đạo diễn xuất. Vào năm 1976, anh tự biên tự diễn bộ phim xã hội đen Tử tù.

### Thập niên 1980 đến nay
Năm 1981, Khương Đại Vệ cùng em trai Nhĩ Đông Thăng thành lập công ty Nguyên Hanh, đạo diễn bộ phim Cú mèo.
Năm 1980, nhận lời mời của Chủ tịch ban quản trị điều hành ATV, Khương Đại Vệ đóng vai Tăng Tịnh trong bộ phim truyền hình rất được khán giả yêu thích - Đại nội quần anh. Tiếp đó, anh thực hiện bộ phim Võ hiệp Đế nữ hoa, rồi mới chuyển sang TVB đóng phim truyền hình. Những năm gần đây, Khương Đại Vệ thường xuyên có mặt trên các phim trường Trung Quốc, Đài Loan. Hiện Khương Đại Vệ là diễn viên gạo cội ăn khách trên cả ba bờ đại dương Trung Quốc, Đài Loan, Hồng Kông.

## Danh sách phim

### Phim điện ảnh

#### 1. Diễn viên:
| Năm  | Tựa phim                                  | Tựa phim tiếng Hoa / Anh                              | Vai diễn                                     | Giải thưởng / Đề cử |
| ---- | ----------------------------------------- | ----------------------------------------------------- | -------------------------------------------- | --- |
| 1952 | Xác Chết Trong Nhà Tắm                    | 澳门大血案 / Beautiful Corpse in the Bath             |                                              | |
| 1952 | Cận Thủy Lâu Đài                          | 近水樓台 / The Closer, The Better                     |                                              | |
| 1953 | Bích Vân Thiên                            | 碧雲天 / Green Heaven                                 |                                              | |
| 1954 | Trở Về                                    | 歸來 / Come Back, My Dear                             | Tiểu Minh                                    | |
| 1955 | Hữu Khẩu Nản Ngôn                         | 有口難言 / Unspeakable Truth                          | Bobby                                        | |
| 1956 | Mang Luyến                                | 盲戀 / Always In My Heart                             |                                              | |
| 1956 | Mai Cô                                    | 梅姑 / The Orphan Girl                                |                                              | |
| 1957 | Thiên Sứ Đường Phố                        | 馬路小天使 / Little Angel of the Street               | Tứ Nguyên                                    | |
| 1957 | Xuân Quang Vô Hạn Hảo                     | 春光無限好 / A Mellow Spring                          |                                              | |
| 1958 | Lưu Lãng Nhi                              | 流浪儿 / Nobody's Child                               | Hắc Bì                                       | |
| 1958 | Phúc Lộc Đầy Nhà                          | 全家福 / The Blessed Family                           |                                              | |
| 1959 | Giang Sơn Mỹ Nhân                         | 江山美人 / The Kingdom and the Beauty                 |                                              | |
| 1960 | Khổ Hải Cô Sô                             | 苦海孤雛 / The Orphans                                |                                              | |
| 1960 | Nhai Đồng                                 | 街童 / Street Boys                                    | Đại Minh                                     | |
| 1960 | Nụ Hôn Thứ Hai                            | 第二吻 / Kiss Me Again                                |                                              | |
| 1961 | Vạn Lý Tầm Thân Ký                        | 萬里尋親記 / The Search of the Loved One              |                                              | |
| 1961 | Vân Khai Kiến Minh Nguyệt                 | 雲開見月明 / Till the Clouds Roll By                  |                                              | |
| 1968 | Nhất Thốn Tương Tư Vị Liễu Tình           | 一寸相思未了情 /                                      |                                              | |
| 1969 | Bảo Phiêu                                 | 保鏢 / Have Sword, Will Travel                        | Lạc Nghĩa                                    | |
| 1969 | Xử Giác                                   | 死角 / Dead End                                       | Đại Vệ                                       | |
| 1969 | Thiết Thủ Vô Tình                         | 鐵手無情 / The Invisible Fist                         | Thiết Nhị Lang                               | |
| 1970 | Tiểu Sát Tinh                             | 小煞星 / The Singing Killer                           |                                              | |
| 1970 | Thập Tam Thái Bảo                         | 十三太保 / The Heroic Ones                            | Lý Tồn Hiếu                                  | |
| 1970 | Báo Thù                                   | 報仇 / Vengeance                                      | Quan Tiểu Lâu                                | Nam diễn viên Chính Xuất Sắc tại Liên hoan phim châu Á-Thái Bình Dương                                                             |
| 1970 | Du Hiệp Nhi                               | 游俠兒 / The Wandering Swordman                       | Du Hiệp Nhi                                  | |
| 1971 | Hưởng Vĩ Truy Hồn Tiên                    | 响尾追魂鞭 /                                          |                                              | |
| 1971 | Tân Độc Tý Đao                            | 新獨臂刀 / The New One Armed Swordsman                | Lôi Lực                                      | |
| 1971 | Vô Danh Anh Hùng                          | 無名英雄 / The Anonymous Heroes                       | Mạnh Cương                                   | |
| 1971 | Song Hiệp                                 | 雙俠 / The Deadly Duo                                 | Tiểu Phúc Tử                                 | |
| 1971 | Đại Quyết Đấu                             | 大決鬥 / The Duel                                     |                                              | |
| 1971 | Quyền Kích                                | 拳擊 / Duel of Fists                                  | Phạm Khắc                                    | |
| 1972 | Niên Kinh Nhân                            | 年輕人 / Young People                                 | Hồng Vệ                                      | |
| 1972 | Quần Anh Hội                              | 群英會 / Trilogy of Swordsmanship                     | Mục Ngộ Kì                                   | |
| 1972 | Ác Khách                                  | 惡客 / The Angry Guest                                | Phạm Khắc                                    | |
| 1972 | Tứ Kỵ Sĩ                                  | 四騎士 / Four Riders                                  | Kim Nghị                                     | |
| 1972 | Thủy Hử Truyện                            | 水滸傳 / The Water Margin                             | Yến Thanh                                    | |
| 1973 | Tạo Phản                                  | 叛逆 / The Generation Gap                             | Lăng Hi                                      | Nam diễn viên Chính Xuất Sắc tại Liên hoan phim châu Á-Thái Bình Dương                                                             |
| 1973 | Thích Mã                                  | 刺馬 / The Blood Brothers                             | Trương Văn Tường                             | |
| 1973 | Trương Bảo Tử Đại Hải Đạo                 | 張保仔大海盜 / The Pirate                             | Hồ Nghĩa                                     | |
| 1974 | Thiếu Lâm Ngũ Tổ                          | 少林五祖 / Five Shaoling Masters                      | Hồ Đức Đế                                    | |
| 1974 | Thất Kim Thi                              | 七金屍 / Dracula and the 7 Golden Vampires            |                                              | |
| 1974 | Bằng Hữu                                  | 朋友 / Friends                                        |                                              | |
| 1974 | Quái Nhân Quái Sự                         | 怪人怪事 / A Mad World of Fools                       |                                              | |
| 1974 | Ngũ Hổ Tướng                              | 五虎將 / The Savage Five                              | Trần Đăng                                    | |
| 1975 | Khuynh Quốc Khuynh Thành                  | 傾國傾城 / The Empress Dowager                        |                                              | |
| 1975 | Đích Sĩ Đại Lão                           | 的士大佬 / The Taxi Driver                            | Trần Quảng                                   | |
| 1975 | Thất Diện Nhân                            | 七面人 / The Imposer                                  |                                              | |
| 1975 | Hậu Sinh                                  | 後生 / The Young Rebel                                | Hướng Vinh                                   | |
| 1975 | Đảng Khấu Chí                             | 蕩寇志 / All Men are Brothers                         | Yến Thanh                                    | |
| 1976 | Doanh Đài Khấp Huyết                      | 瀛臺泣血 / The Last Tempest                           |                                              | |
| 1976 | Thiếu Lâm Tự                              | 少林寺 / Shaolin Temple                               | Hồ Đức Đế                                    | |
| 1976 | Tử Tù                                     | 死囚 / The Condemned                                  | Dương Linh                                   | |
| 1976 | Bát Đạo Lâu Tử                            | 八道樓子 / Seven Man Army                             | Bạch Trường Hưng                             | |
| 1977 | Giang Hồ Hán Tử                           | 江湖漢子 / Magnificent Wanderers                      | Sở Thiết Hiệp                                | |
| 1977 | Tam Thiếu Gia Đích Kiếm                   | 三少爺的劍 / Death Duel                               | Mộ Dung Kim Long (khách mời)                 | |
| 1977 | Quyết Sát Lệnh                            | 決殺令 / Judgment of an Assassin                      | Hắc Ma Lặc                                   | |
| 1977 | Hải Xa Đột Kích Đội                       | 海軍突擊隊 / Naval                                    |                                              | |
| 1978 | Đường Lang                                | 螳螂 / Shaolin Mantis                                 | Vi Phong                                     | |
| 1978 | Thập Tự Tảo Hầu Thủ                       | 十字鎖喉手 / Shaolin Hand Lock                        | Lý Thành Ưng                                 | |
| 1979 | Thích Quán                                | 踢館 / The Challenger                                 |                                              | |
| 1979 | Khổng Tước Vương Triều                    | 孔雀王朝 / Murder Plot                                | Trầm Lãng                                    | |
| 1979 | Thiếu Lâm Anh Hùng Bảng                   | 少林英雄榜 / Abbot of Shaolin                         | Chí Thiện                                    | |
| 1980 | Đệ Tam Loại Đả Đấu                        | 第三類打鬥 / Heaven and Hell Gate                     |                                              | |
| 1980 | Tuyệt Đại Anh Hùng                        | 絕代英雄 / Fight For Glory                            |                                              | |
| 1980 | Đại Nội Quần Anh                          | 大內群英 / Dynasty                                    | Tăng Tịnh                                    | |
| 1981 | Ngoan Bì Trinh Thám Tam Du Long           | 頑皮偵探三遊龍 /                                      |                                              | |
| 1981 | Thập Trương Vương Bài                     | 十張王牌 / Play Con Game                              |                                              | |
| 1981 | Phi Đao, Tái Kiến Phi Đao                 | 飛刀，又見飛刀 / Return of the Deadly Blade           |                                              | |
| 1981 | Miêu Đầu Ngư                              | 貓頭鷹 / The Legend of the Owl                        | Phạm Sĩ Lâm                                  | |
| 1981 | Võ Hiệp Đế Nữ Hoa                         | 武俠帝女花 / Princess Cheung Ping                     | Viên Nhược Phi                               | |
| 1981 | Bạch Mã Khiếu Tây Phong                   | 白馬嘯西風 /                                          | Mã Gia Tuấn                                  | |
| 1982 | Tiểu Sinh Phạ Phạ                         | 小生怕怕 / Till Death Do We Scare                     | Đặng Lý Khánh                                | |
| 1982 | Cửu Ưu Truy Hồn Kiếm                      | 琥珀青龍 / Green Dragon                               | Triệu Hiên                                   | |
| 1982 | Hùng Bá Thiên Hạ                          | 雄霸天下 / The Conquero                               | Lý Long Phi                                  | |
| 1983 | Thiếu Gia Uy Uy                           | 少爺威威 / Play Catch                                 | Khương Tư                                    | |
| 1983 | Phong Linh Trung Đích Đao Thanh           | 風鈴中的刀聲 / Sword of Wind Chimes                   |                                              | |
| 1984 | Thượng Hải Thập Tam Thái Bảo              | 上海灘十三太保 / Shanghai 13                          | Lãng Tử                                      | |
| 1984 | Thiết Huyết Dương Gia Tướng               | 鐵血楊家將 /                                          | Liễu Thiên Trì                               | |
| 1985 | Hạ Nhật Phúc Tinh                         | 夏日福星 / Twinkle Twinkle Little Stars               | khách mời                                    | |
| 1986 | Đoạt Bảo Kế Thượng Kế                     | 奪寶計上計 / From Here to Prosperity                  | Gia Đại Ca                                   | |
| 1986 | Phích Lịch Đại Lạc Bá                     | 霹靂大喇叭 / Where's Officer Tuba                     |                                              | |
| 1987 | Phúc Quý Bức Nhân                         | 富貴逼人 / It's A Mad Mad World                       | Tế Thúc                                      | |
|      | Thiên sứ hành động 1                      | IRON ANGEL 1                                          |                                              | |
| 1988 | Lâm Đầu Tỷ                                | 林投姊 /                                              |                                              | |
| 1989 | Nghĩa Đảm Quần Anh                        | 義膽群英 / Just Heroes                                | A Vĩ                                         | |
| 1992 | Song Long Hội                             | 雙龍會 / The Twin Dragons                             | khách mời                                    | |
| 1992 | Mộng Tỉnh Thời Phân                       | 夢醒時分 / Marry From Beijin                          | khách mời                                    | |
| 1992 | Hoàng Phi Hồng II: Nam Nhi Đương Tự Cường | 黃飛鴻 II：男兒當自強 / Once Upon a Time in China II  | Lục Hạo Đông                                 | |
| 1992 | Thích Mã                                  | 刺馬 / The Blood Brothers                             | Mã Tân Di                                    | |
| 1993 | Cửu Âm Chân Kinh                          | 射鵰英雄傳之九陰真經 / The Mystery of the Condor Hero | Hoàng Dược Sư                                | |
| 1994 | 94 Độc Tý Đao chi Tình                    | ９４獨臂刀之情 / What Price Survival                  | Bạch Phục Quốc                               | |
| 1994 | Số Phận Kẻ Siêu Phàm                      | 再見亦是老婆 / Fate of Clairvoyant                    | Vu Lễ Hòa                                    | |
| 1995 | Đại Mạo Hiểm Gia                          | 大冒險家 / The Adventure                              |                                              | |
| 1995 | Trời Ban Duyên Tình                       | 天降奇緣 / A Good Match from Heaven                   | Đinh Trường Thắng                            | |
| 1995 | Quan Trường Danh Thám                     | 大捕快 / The Fist of Law                              | Lạc Thiên                                    | |
| 1996 | Tốc Độ Truyền Thuyết                      | 極速傳説 / The Legend of Speed                        | khách mời                                    | |
| 1997 | Tuyết Hoa Thần Kiếm                       | 雪花神劍 / The Show is Red                            | La Huyền                                     | |
| 1999 | Kính Hoa Duyên Truyền Kỳ                  | 鏡花緣傳奇 / The Love Story of the Fairyland          | Đường Ngao / Bạch Quả Đại Tiên / Bách Lý Xảo | |
| 1998 | Luật Sư Lưu Manh                          | 流氓•律師 / Lawyers Can Be Good                       | John Dương Tá Minh                           | |
| 1998 | Càn Long Đại Đế                           | 乾隆大帝 / War and Remembrance                        | Tăng Tịnh                                    | |
| 1998 | Luyến Luyến Quỳnh Dao                     | 恋恋琼瑶 / The End of Love Generation                 | Tiết Lực Hành                                | |
| 2000 | Mái Ấm Tình Thâm                          | 快活谷 / Wonder Bar                                   | Đinh Ninh                                    | |
| 2000 | Tiếu ngạo giang hồ                        | 笑傲江湖 / State of Divinity                          | Khúc Dương                                   | |
| 2001 | Cảnh Sát Phi Thường                       | 非常好警 / Hong Kong Polices                          | Huỳnh Côn                                    | |
| 2001 | Tân Thục Sơn Kiếm Hiệp                    | 新蜀山劍俠 /                                          | Dư Hải Phong                                 | |
| 2001 | Lục Tiểu Phụng chi Quyết Chiến Tiền Hậu   | 陸小鳳之決戰前后 /                                    | Tử Y Hầu                                     | |
| 2003 | Thiếu Niên A Hổ                           | 少年阿虎 / Star Runner                                | ông nội của Bond                             | |
| 2004 | Thưởng Than Đại Thượng Hải                | 抢滩大上海 /                                          | Bạch Hạo Nhiên                               | |
| 2005 | Tảo Thục                                  | 早熟 / 2 Young                                        | khách mời                                    | |
| 2005 | Hắc Xã Hội chi Long Thành Tuế Nguyệt      | 黑社会1.龙城岁月 / Election                           | khách mời                                    | |
| 2005 | Sư Phụ Hoàng Phi Hồng                     | 我師傅係黃飛鴻 / Wong Feihung - Master of Kungfu      | Hoàng Kỳ Anh                                 | |
| 2005 | Sóng Gió Khách sạn                        | 酒店風雲 / Revolving Doors of Vengeance               | Trịnh Vĩnh Phát                              | Đề cử giải Nam diễn viên phụ Xuất Sắc tại TVB Anniversary Awards                                                                   |
| 2006 | Hoa Cúc Dại                               | 雏菊 / Daisy                                          | Mr.Cho                                       | |
| 2006 | Phúc Vũ Kiếm và Phiên Vân Đao             | 覆雨翻雲 / Lethal Weapons of Love and Passion         | Lãng Phiên Vân                               | |
| 2006 | Miền Đất Hứa                              | 匯通天下 / Land of Wealth                             | Kiều Bổn Nghiệp                              | Đề cử giải Nam diễn viên phụ Xuất Sắc tại TVB Anniversary Awards                                                                   |
| 2006 | Bố Y Thần Tướng                           | 布衣神相 / Face to Fate                               | Thẩm Tinh Nam                                | |
| 2007 | Thử Thách Hôn Nhân                        | 師奶兵團 / The Family Link                            | Cao Vĩnh Quyền                               | Đề cử giải Nam diễn viên được yêu thích nhất tại TVB Anniversary Awards                                                            |
| 2007 | Thái Cực                                  | 太極 / Taichi                                         | Vu Trực                                      | |
| 2007 | Kỳ Tích                                   | 奇迹 / Making Miracles                                | Trần Quán Lân                                | |
| 2007 | Phiêu Hành Thiên Hạ                       | 镖行天下 / The Gold Conveyors                         | Vương Triệu Hưng                             | |
| 2008 | Lấy Chồng Giàu Sang                       | 珠光寶氣 / The Gem of Life                            | Khang Thanh Dương                            | |
| 2009 | Ai Làm Chủ Vận Mệnh Đất Nước              | 谁主沉浮 / Who Rules Over the Destiny of China        | Trần Bố Lôi                                  | |
| 2009 | Tìm Kiếm Ngôi Sao                         | 游龙戏凤 / Look For A Star                            |                                              | |
| 2009 | Hôn Nhân Chi Dưỡng                        | 婚姻之痒 /                                            | Lâm Thiên                                    | |
| 2009 | ID Tinh Anh                               | ID精英 / The Threshold of a Persona                   | Mạch Khởi Minh                               | |
| 2009 | Bản Sao                                   | 巴不得爸爸... / A Chip Off the Old Block              | Cao Sơn Tuyền                                | Đề cử giải Nam diễn viên phụ được yêu thích nhất tại AOD Đề cử giải Nam diễn viên phụ xuất sắc nhất tại TVB 43rd Anniversary Award |
| 2009 | Có Phòng Cho Thuê                         | 有房出租 / Room to Let                                | Lý Lâm Lâm                                   | |
| 2010 | Có Phòng Cho Thuê II                      | 有房出租II / Room to Let II                           | Lý Lâm Lâm                                   | |
| 2011 | Nữ Quyền                                  | 女拳 / Grace Under Fire                               | Hoàng Phi Hồng                               | Đề cử giải Nam diễn viên Chính Xuất Sắc tại Mingpao's 43rd Anniversary Award                                                       |
| 2011 | Bất Tốc Chi Ước                           | 不速之約 / Men With No Shadows                        | Đường Kinh Thiên                             | |
| 2011 | Ái Tại Lang Kiều                          | 爱在廊桥 / Love At the Porch Bridge                   | Lâm Phúc Khôn                                | |
| 2011 | Tàng Tâm Thuật                            | 藏心术 / Secrets of Heart                             | Châu Sĩ Hồng                                 | |
| 2011 | Tứ Lý Nhân Sinh                           | 四季人生 / Four Seasons of Life                       |                                              | |
| 2012 | Đổ Hải Mê Đồ                              | 賭海迷徒 / A House of Gamblers                        | A Toàn                                       | |
| 2012 | Thiên Nhai Minh Nguyệt Đao                | 天涯明月刀 / The Magic Blade                          | Hứa Ứng Thiên                                | |
| 2012 | Một Đời của Cô Ấy                         | 她的一生 / Her Life                                   | Lý Đại Đồng                                  | |
| 2012 |                                           |                                                       |                                              | |
| 2023 | Chó Cưng Của Tôi                          | My Pet My Angel                                       | Kim Thanh Tùng                               | |

#### 2. Đạo diễn:
| Năm  | Tựa phim                        | Tựa phim tiếng Hoa / Anh                  |
| ---- | ------------------------------- | ----------------------------------------- |
| 1974 | Quái Nhân Quái Sự               | 怪人怪事 / A Mad World of Fools           |
| 1974 | Kẻ Nghiện Ngập                  | 吸毒者 / The Drug Addict                  |
| 1976 | Tử Tù                           | 死囚 / The Condemned                      |
| 1977 | Toàn Phong Thích                | 旋風踢 / Whirlwind Kick                   |
| 1981 | Miêu Đầu Ưng                    | 貓頭鷹 / The Legend of the Owl            |
| 1984 | Thượng Thiên Cứu Mệnh           | 上天救命 / Heaven Can Help                |
| 1986 | Thính Bất Đáo Đích Thuyết Thoại | 聽不到的說話 / Silent Love                |
| 1987 | Mỹ Nam Tử                       | 美男子 / Mr. Handsome                     |
| 1987 | Bất Thị Oan Gia Bất Tụ Đầu      | 不是冤家不聚頭 / The Wrong Couples        |
| 1988 | Song Phì Lâm Môn                | 雙肥臨門 / Double Fattiness               |
| 1989 | Ngã Yếu Phú Quý                 | 我要富貴 / My Dear Son                    |
| 1990 | Tứ Nhân Tân Thế Giới            | 四人新世界 / When East Meets West         |
| 1991 | Hắc Tuyết                       | 黑雪 / Will of Iron                       |
| 1995 | Bất Nhất Dạng Đích Mụ Mụ        | 不一樣的媽媽 / Mother of a Different Kind |

#### 3. Giám chế:
| Năm  | Tựa phim               | Tựa phim tiếng Hoa / Anh   |
| ---- | ---------------------- | -------------------------- |
| 1987 | Mỹ Nam Tử              | 美男子 / Mr. Handsome      |
| 1996 | Tình Nhân Đích Nhãn Lệ | 情人的眼淚 / Lover's Tears |